# Hamiltoniauletes affinis
Hamiltoniauletes affinis là một loài bọ cánh cứng trong họ Rhynchitidae. Loài này được Sharp miêu tả khoa học năm 1890.